# Jenő Hámori
Jenő Arhand Hámori, detto Eugene (Győr, 27 agosto 1933), è un ex schermidore ungherese naturalizzato statunitense, vincitore di una medaglia d'oro nella scherma ai giochi olimpici.

## Biografia
Ha partecipato ai Giochi della XVI Olimpiade di Melbourne nel 1956 ed ai Giochi della XVIII Olimpiade di Tokyo nel 1964.

## Palmarès
In carriera ha conseguito i seguenti risultati:
Per l' Ungheria:
- Giochi olimpici:

Melbourne 1956: oro nella sciabola a squadre.
- Mondiali di scherma

Roma 1955: oro nella sciabola a squadre.
Per gli  Stati Uniti:
- Giochi Panamericani:

Cali 1971: argento nella sciabola a squadre.